# Taggvägsteklar
Taggvägsteklar (Aporinellus) är ett släkte av steklar som beskrevs av Banks 1911. Taggvägsteklar ingår i familjen vägsteklar.
Släktet innehåller bara arten Aporinellus sexmaculatus.